# ヒフキアイゴ
ヒフキアイゴ（火吹藍子、学名：Siganus unimaculatus）は、アイゴ科に分類される魚の一種。西太平洋のサンゴ礁域に生息する海水魚で、鮮やかな体色から観賞魚として飼育されることもある。分布域に入る南西諸島ではガラサーアケーとも呼ばれる。

## 分類と名称

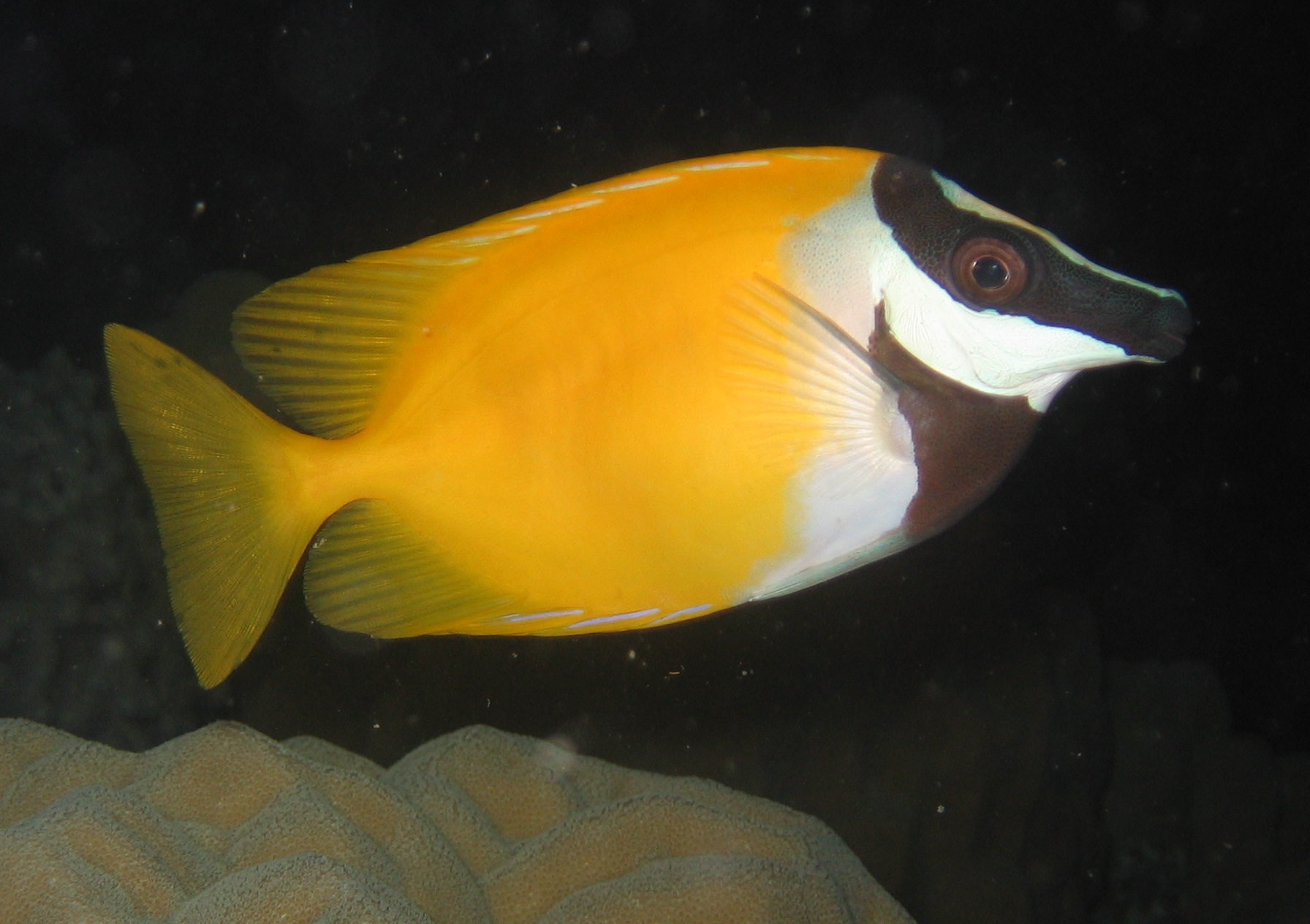
類似種 。胴に黒斑がないこと以外はヒフキアイゴに似る

1907年にアメリカの魚類学者であるバートン・ウォーレン・エバーマンとアルヴィン・シールによって、ルソン島南部のソルソゴン州をタイプ産地として記載された。体に斑点が全くないものは別種 S. vulpinus として分類されているが、これらを同種とみる見解もある。
種小名は「一つの点」を意味し、体にある黒い斑点を指す。和名は突き出した口吻が「ひょっとこ」のようで、火を吹いているように見えることによる。英名にある"Foxface"（フォックスフェイス、「キツネ顔」の意）も同様に口吻を指した呼称である。

## 形態
体は平たく側扁し、体長は体高の1.9倍。眼の間は窪んでおり、頭部背側の輪郭は急である。尾鰭は二叉型である。背鰭は13棘10軟条から、臀鰭は7棘9軟条から成る。成魚は全長20cmほどで、アイゴよりやや小型である。口吻は前下に突き出している。他のアイゴ科魚類と同様に、棘条には毒腺がある。
頭部と胸部は白く、目と鰓蓋を通る黒の斜め帯が入る。胴体は黄色地に黒い斑点があり、形や大きさは個体により異なる。胴の片側だけ黒斑がある個体も報告されている。夜間は胴体が茶褐色のまだら模様に代わり、これは保護色と考えられている。

## 分布と生息地
南西諸島、小笠原諸島からフィリピンまで、太平洋西部の熱帯海域に分布する。またオーストラリア北西部のティモール海でも見られる。ミドリイシ属やハマサンゴ属から成る水深14mまでのサンゴ礁や、海藻の多い岩礁に生息する。汽水域に進出することもある。

## 生態
雑食性だが、海藻を好んで食べる。成魚はつがいで行動していることが多い。同性の場合もあり、つがいの関係は強固である。新月の日に大規模な群れで繁殖を行い、卵は底に沈む。幼魚は数百尾ほどの群れを作る。同属のアイゴの毒はオニオコゼ科のものと類似している。

## 人との関わり
スピアフィッシングや追い込み漁で漁獲され、食用として販売される。観賞魚として飼育されることもある。